# Davidovo, Tărgoviște
Davidovo (în bulgară Давидово) este un sat în comuna Tărgoviște, regiunea Tărgoviște,  Bulgaria. 

## Demografie
Componența etnică a satului Davidovo
     Romi (40,05%)
     Turci (13,35%)
     Nicio identificare (2,84%)
     Bulgari (43,75%)
La recensământul din 2011, populația satului Davidovo era de 352 locuitori. Nu există o etnie majoritară, locuitorii fiind bulgari (43,75%), romi (40,05%) și turci (13,35%). Pentru 2,84% din locuitori nu este cunoscută apartenența etnică.